# Genarbte Mannigfaltigkeit
Genarbte Mannigfaltigkeiten (engl.: sutured manifolds) sind ein Begriff aus dem mathematischen Gebiet der 3-dimensionalen Topologie, der insbesondere bei der Konstruktion straffer Blätterungen und bei der Berechnung des Knotengeschlechts Verwendung findet.

## Definition
Eine genarbte Mannigfaltigkeit ist eine kompakte orientierte 3-Mannigfaltigkeit mit einer Zerlegung des Randes
{\displaystyle \partial M=\partial _{\tau }M\cup \partial _{\pitchfork }M},
wobei
- {\displaystyle \partial _{\pitchfork }M=A\cup T} aus Vereinigungen von Kreiszylindern {\displaystyle A} und Tori {\displaystyle T} besteht und
- das Innere jedes Kreiszylinders in {\displaystyle A} eine homologisch nichttriviale Kurve (die Narbe) enthält und
- alle Komponenten von {\displaystyle \partial _{\tau }M} orientiert sind.

Man bezeichnet mit {\displaystyle R_{+}} bzw. {\displaystyle R_{-}} die Vereinigungen der Komponenten von {\displaystyle \partial _{\tau }M}, deren Orientierungen mit denen von {\displaystyle \partial M} übereinstimmen bzw. nicht übereinstimmen.
Eine genarbte Mannigfaltigkeit heißt straff, wenn {\displaystyle M} irreduzibel ist und jede Komponente von {\displaystyle \partial _{\tau }M} die Thurston-Norm in ihrer Homologieklasse minimiert.
Eine genarbte Mannigfaltigkeit heißt ein genarbtes Produkt, wenn sie von der Form {\displaystyle M=S\times \left[0,1\right]} mit {\displaystyle A=\partial S\times \left[0,1\right]} für eine Fläche {\displaystyle S} ist.

## Zerlegung genarbter Mannigfaltigkeiten
Sei {\displaystyle M} eine genarbte Mannigfaltigkeit und {\displaystyle S\subset M} eine eigentlich eingebettete Fläche, deren Schnitt mit jeder Komponente von {\displaystyle \partial _{\pitchfork }M} entweder ein eigentlich eingebettetes Intervall oder eine zu einer Narbe homologe einfache geschlossene Kurve oder eine homologisch nichttriviale geschlossene Kurve in einer Torus-Komponente ist, wobei nicht mehr als eine zueinander homologe Kurven als Schnitte mit einer Toruskomponente vorkommen dürfen. Dann ist
{\displaystyle M^{\prime }:=M\setminus N(S)}
(das Komplement einer Tubenumgebung von {\displaystyle S}) ebenfalls eine genarbte Mannigfaltigkeit mit
{\displaystyle \partial _{\pitchfork }M^{\prime }:=(\partial _{\pitchfork }M\cap M^{\prime })\cup N(S_{+}\cap R_{-})\cup N(S_{-}\cap R_{+})}
{\displaystyle R_{+}^{\prime }:=((R_{+}\cap M^{\prime })\cup S_{+})\setminus int(\partial _{\pitchfork }M^{\prime })}
{\displaystyle R_{-}^{\prime }:=((R_{+}\cap M^{\prime })\cup S_{-})\setminus int(\partial _{\pitchfork }M^{\prime })},
wobei {\displaystyle S_{+},S_{-}} die beiden Kopien von {\displaystyle S} in {\displaystyle \partial M^{\prime }=\partial (M\setminus N(S))} sind.
Eine genarbte Mannigfaltigkeit heißt zerlegbar, wenn es eine Folge
{\displaystyle M_{1},M_{2},\ldots ,M_{n}}
gibt mit {\displaystyle M_{1}=M}, so dass {\displaystyle M_{n}} ein Produkt und jedes {\displaystyle M_{i+1}} eine Zerlegung von {\displaystyle M_{i}} ist. Die Folge {\displaystyle M_{1},M_{2},\ldots ,M_{n}} heißt genarbte Mannigfaltigkeitshierarchie (engl.: sutured manifold hierarchy).
Gabai beweist die Existenz genarbter Mannigfaltigkeitshierarchien unter folgenden Voraussetzungen.
Satz: Es sei {\displaystyle M} eine straffe genarbte Mannigfaltigkeit, die keine atoroidale rationale Homologiesphäre ist. Dann hat {\displaystyle M} eine genarbte Mannigfaltigkeitshierarchie.
Wenn {\displaystyle M\setminus N(S)} straff ist, dann ist auch {\displaystyle M} straff mit Ausnahme von {\displaystyle M=D^{2}\times S^{1}}.
Das erlaubt es häufig, Induktionsbeweise über die Längen genarbter Hierarchien zu führen.

## Scheibenzerlegung
Eine Scheibenzerlegung (engl. disk decomposition) ist eine genarbte Mannigfaltigkeitshierarchie, bei der die zerlegenden Flächen in jedem Schritt Kreisscheiben sind.
Scheibenzerlegungen können zur Bestimmung des minimalen Geschlechts der Seifertfläche {\displaystyle \Sigma } eines Knotens {\displaystyle K\subset S^{3}} verwandt werden. Wenn {\displaystyle S^{3}\setminus N(\Sigma )} mit Narbe {\displaystyle \partial _{\Sigma }\cap N(K)} eine Scheibenzerlegung besitzt, dann ist {\displaystyle \Sigma } eine Seifertfläche minimalen Geschlechts.
Analog können Scheibenzerlegungen zur Berechnung der Thurston-Norm in beliebigen 3-Mannigfaltigkeiten {\displaystyle M} verwandt werden. Wenn {\displaystyle \sigma \subset M} eine eigentlich eingebettete Fläche ist und {\displaystyle M\setminus N(\Sigma )} eine Scheibenzerlegung besitzt, dann minimiert {\displaystyle \Sigma } das Geschlecht in ihrer Homologieklasse, berechnet also die Thurston-Norm.

## Invarianten
Zu den Invarianten genarbter Mannigfaltigkeiten gehören genarbte Floer-Homologie, genarbte Khovanov-Homologie und genarbte topologische Quantenfeldtheorie.